# 佩勒斯
佩勒斯（法語：Perreuse，法語發音：[pɛʁøz]）是法国约讷省的一个旧市镇。1973年1月1日，佩勒斯和卢万河畔圣科隆布并入特雷尼。1977年1月1日，卢万河畔圣科隆布从中脱离，再次成为独立市镇。2019年1月1日，卢万河畔圣科隆布再度与特雷尼合并，新市镇名称为“特雷尼-佩勒斯-圣科隆布”。

## 地理
佩勒斯（47°32'22"N, 3°13'9"E）面积，位于法国勃艮第-弗朗什-孔泰大區约讷省，该省份为法国中北部内陆省份，西接卢瓦雷省，西北接塞纳-马恩省，南至涅夫勒省，东临科多尔省，东北与奥布省接壤。
佩勒斯的时区为UTC+01:00、UTC+02:00（夏令时）。

## 行政
佩勒斯的邮政编码为，INSEE市镇编码为89293。

## 人口
佩勒斯于2018年1月1日时的人口数量为59人。